# Alexandre Vilacova
João Alexandre Santos Vilacova (nascut el 29 de novembre de 1973), conegut com a Alexandre, és un ex futbolista portuguès que jugava com a defensa central.

## Carrera de club
Alexandre va néixer a Porto. Portat a les files del Varzim SC, només va conèixer un club al llarg de la seva carrera professional, que va durar gairebé dues dècades, sent també durant molts anys el capità del conjunt del Póvoa de Varzim. Gairebé sempre a l'onze titular, va jugar amb ells tres edicions de la Primera Lliga (en total 89 partits, sense gols), però va passar la gran majoria de la seva carrera a la segona divisió.
Per a la temporada 2009–10, després de 26 anys a l'Estádio do Varzim SC, Alexandre va signar amb l'AD Esposende de les lligues regionals de Braga, ajudant-lo a tornar al quart nivell en la seva primera temporada. Va començar la seva carrera d'entrenador precisament amb aquest darrer equip.
El gener de 2014, Alexandre va ser nomenat entrenador interí al Varzim després que l'equip de tercer nivell va acomiadar José Augusto a causa dels mals resultats. Després va treballar amb el club com a director de futbol, deixant el seu càrrec el 15 de juny de 2019.